# Bodza (növénynemzetség)
A bodza (Sambucus) (népies nevei: bocfa, csete, fái bodza, fekete bodza) egyes rendszertanokban a pézsmaboglárfélék (Adoxaceae) családjának egyik növénynemzetsége. Mások a loncfélék (Caprifoliaceae) családba sorolják, és vannak, akik a bodza és a bangita (Viburnum) nemzetséget a bodzafélék (Sambucaceae) családjába vonják össze. Az egyre elfogadottabb APG osztályozás több korábbi családot egyesített a pézsmaboglárfélék családjában.

## Felhasználása
A gyalogbodza (Sambucus ebulus) és a fekete bodza (Sambucus nigra) bogyós terméséből főleg a Dunántúlon lekvárt főznek: ez a csete. 
A fekete bodza virágából szörpöt főznek. Figyelem! Ne keverje össze a valódi bodzát a rokon fürtös bodzával (Sambucus racemosa) vagy a földi bodzával (Sambucus ebulus), mivel mindkettő mérgező.
A bodzafa könnyen megmunkálható, de manapság nem használják, és régen is csak bizonyos speciális tárgyakat készítettek belőle. Ennek legfőbb oka, hogy az ágak belsejében jellegzetes, puha, szivacsszerű rész, a bodzabél húzódik végig. Ezt a szivacsos részt eltávolítva (hagyományosan forró dróttal égették, piszkálták ki), egyszerű, üreges botot kapunk, ami számos tárgy (bodzasíp, furulya, bodzapuska) készítéséhez kiváló.
A bodza fájának fűtőértéke elenyésző. Kizárólag bodzafából úgyszólván lehetetlen tüzet rakni, egészen szárazon is alig gyullad meg, csak izzik és hamuvá omlik össze.
A 19. században még gyakori étel volt a tojással kirántott bodzavirág (bodzafánk). Sokak kedvenc csemegéje ma is a rántott bodzavirág, amelyet sörös palacsintatésztába forgatnak meg, majd hirtelen, forró olajban kisütnek. Fahéjas porcukorral, lekvárral tálalják. A palacsinta tésztájába friss bodzavirágot morzsolnak. Kisütés után bodzalekvárral vagy főzött, bodzavirágos krémmel töltik.

## Gyógyhatása
Gyógyhatása: Köptető, veseműködést szabályzó, izzasztó. A virág teája megfázásnál izzasztó és köptető. Mandula- és torokgyulladás ellen régen tejjel leforrázva ajánlották. Vérnyomáscsökkentő, nyugtató, hashajtó, veseműködést szabályozó gyógyteákban is megtalálható. A gyümölcs főzetével a görcsszerű fejfájást gyógyítják.

## A magyar néphitben
A magyar néphit változatos tulajdonságokkal ruházza fel, és azokból általában nem állapítható meg, hogy melyik bodzafajról van szó. A virágjából főzött tea, a bodza héja, friss bimbója elterjedt népi gyógyszer. A néphit (palócok, Szatmár) szerint ha a bodzára taposnak, meghajlítva földet hordanak rá, akkor a tehénből, a disznó sebéből kihull a pondró. A Csereháton ezt a bodza letépett ágacskáitól és a megfelelő ráolvasástól remélik. Göcsejben úgy vélik, a disznókat elkerüli a vész, ha az óljukba bodzaágat szórnak. Az alsó Őrségben úgy vélik, hogy a bodzát nem szerencsés a ház mellé ültetni, mert akkor belecsap a villám. Ott a bodza az ördög, a gonosz lelkek fája.

## Hiedelmek külföldön
- Hasonló hiedelmek a bodzáról szerte Európában gyakoriak.
- A Harry Potter hetedik részében szereplő Pálcák Ura, minden idők leghatalmasabb varázspálcája is bodzából készült.

## Fajok

### Magyarországonőshonos fajok
- Fekete bodza (Sambucus nigra)
- Fürtös bodza (Sambucus racemosa)
- Földi bodza (Sambucus ebulus)

### További fajok
- Sambucus caerulea
- Sambucus canadensis
- Sambucus mexicana
- Sambucus simpsonii
- Sambucus peruviana
- Sambucus velutina
- Sambucus melanocarpa
- Sambucus callicarpa
- Sambucus chinensis
- Sambucus microbotrys
- Sambucus palmensis
- Sambucus pubens
- Sambucus sieboldiana
- Sambucus tigranii
- Sambucus williamsii
- Sambucus australasica
- Sambucus gaudichaudiana
- Sambucus adnata